# Ločitev oblasti
Ločitev oblasti ali delitev oblasti je izraz, ki se v demokratičnih državah uporablja za razpršitev moči med različnimi akterji v državi. Danes se pojem velikokrat direktno povezuje s sistemom "checks and balances", vendar so ideje o ločitvi oblasti že starejše od Montesquieujeve koncepcije razdelitve na tri veje oblasti:
- zakonodajno
- izvršilno
- sodno

John Locke je na primer predpostavljal ločitev oblasti na dva dela, zakonodajno in izvršno. Praksa ločevanje pristojnosti v vladi je bil prvič uporabljen v antične Rim.

## Zavore in ravnovesja
Sistem zavor in ravnovesij (angl. Sistem checks and balances) predpostavlja ločitev oblasti na tri dele: izvršno (danes vlada, včasih pa kralj), zakonodajno (parlament) in sodno. To naj bi zagotavljalo ločitev in razpršitev oblasti ter uravnoteženost med temi tremi deli države, posledično pa naj bi prinašalo tudi legitimnost sami oblasti.
Na idejo ločitve oblasti na tri dele je prvi prišel Montesquieu, ki je menil, da brez tega svoboda ni mogoča. Idejo je kasneje posvojil James Madison v svojih spisih in esejih, ki jih je največkrat objavljal v zbirki člankov imenovani Federalist. Ta ideja je predstavljena v 51. eseju ("The Federalist No. 51"), kjer jih je objavil pod psevdonimom Publius 6. februarja 1788.
Razpršitev moči v državi na tri dele je s "checks and balances" poimenoval Francoz Alexis De Tocqueville (1805-1859) v eni izmed svojih knjig. Po njegovem je to "doktrina, (uvedel jo je Madison) ki predpostavlja razpršitev politične moči na zakonodajno, izvršno in sodno oblast ter podeljuje vsaki od teh "vej" oblasti približno enako odgovornost in moč, da prepreči dominacijo samo enega človeka, skupine ali veje oblasti." De Tocqueville piše, da naj bi imela v Ameriki veliko politično moč sodna oblast – aristokrati so kvečjemu sodniki ali odvetniki.
Kljub temu da gre pri ločitvi oblasti na tri veje za relativno staro idejo je še danes ena izmed najpomembnejših za legitimno delovanje sodobne zahodne demokracije.